# American Psycho (album)
American Psycho è il primo album della nuova incarnazione del gruppo punk The Misfits, uscito nel 1997.

## Tracce
1. Abominable Dr. Phibes – 1:42 (Chud, Doyle, Graves, Only)
2. American Psycho – 2:06 (Chud, Doyle, Graves, Only)
3. Speak of the Devil – 1:48 (Chud, Doyle, Graves, Only)
4. Walk Among Us – 1:23 (Chud, Doyle, Graves, Only)
5. The Hunger – 1:43 (Chud, Doyle, Graves, Only)
6. From Hell They Came – 2:16 (Chud, Doyle, Graves, Only)
7. Dig Up Her Bones – 3:01 (Chud, Doyle, Graves, Only)
8. Blacklight – 1:27 (Chud, Doyle, Graves, Only)
9. Resurrection – 1:29 (Chud, Doyle, Graves, Only)
10. This Island Earth – 2:15 (Chud, Doyle, Graves, Only)
11. Crimson Ghost – 2:01 (Chud, Doyle, Graves, Only)
12. Day of the Dead – 1:49 (Chud, Doyle, Graves, Only)
13. The Haunting – 1:25 (Chud, Doyle, Graves, Only)
14. Mars Attacks – 2:28 (Chud, Doyle, Graves, Only)
15. Hate the Living, Love the Dead – 1:36 (Chud, Doyle, Graves, Only)
16. Shining – 2:59 (Chud, Doyle, Graves, Only)
17. Don't Open 'til Doomsday – 5:37 (Chud, Doyle, Graves, Only)
18. Hell Night – 2:20 (Chud, Doyle, Graves, Only, Rey) – (Hell Night è presente come traccia solo nell'edizione giapponese. Nelle altre edizioni è presente come ghost track)

## Formazione
- Jerry Only - basso
- Doyle Wolfgang von Frankenstein - chitarra
- Michale Graves - voce
- Dr. Chud - batteria